# تومي بيدفورد
تومي بيدفورد (بالإنجليزية: Tommy Bedford)‏ هو لاعب اتحاد الرغبي جنوب أفريقي، ولد في 8 فبراير 1942 في بلومفونتين في جنوب أفريقيا.

## وصلات خارجية
- تومي بيدفورد عل موقع إسبنسكروم (الإنجليزية)